# Conistra spadicea
Conistra spadicea är en fjärilsart som beskrevs av Moritz Balthasar Borkhausen 1792. Conistra spadicea ingår i släktet Conistra och familjen nattflyn. Inga underarter finns listade i Catalogue of Life.